# Empis plectrum
Empis plectrum är en tvåvingeart som beskrevs av Axel Leonard Melander 1946. Empis plectrum ingår i släktet Empis och familjen dansflugor.
Artens utbredningsområde är Texas. Inga underarter finns listade i Catalogue of Life.